# Rohrbrunn

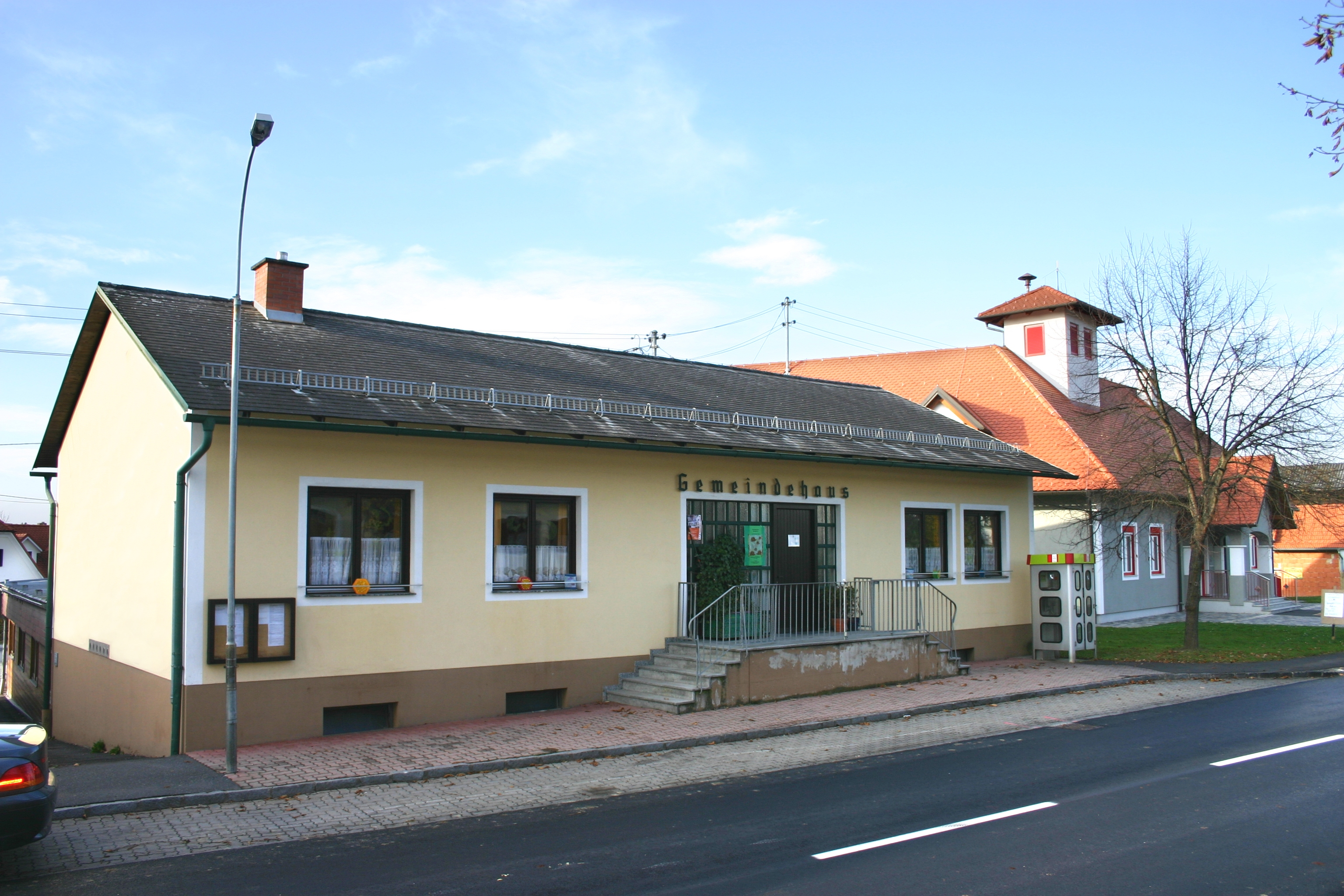
Tidigare stadshuset och brandstationen.

Rohrbrunn (ungerska Nádkút) är en by i det österrikiska förbundslandet Burgenland. Rohrbrunn är beläget i distriktet Jennersdorf och tillhör Marktgemeinde Deutsch Kaltenbrunn. Orten tillhörde Kungariket Ungern fram till Trianonfördraget år 1920.
Den har 545 invånare (2024).

## Personer från Rohrbrunn
- Alois Brunner, österrikisk SS-officer